# هرتسینگ
هرتسینگ (به فرانسوی: Hertzing) یک کمون در فرانسه است که در Canton of Réchicourt-le-Château واقع شده‌است.

## خصوصیات
هرتسینگ ۱٫۵۴ کیلومترمربع مساحت و ۱۹۶ نفر جمعیت دارد و ۲۷۰ متر بالاتر از سطح دریا واقع شده‌است.